# 镇边抚彝直隶厅
镇边抚彝直隶厅，简称镇边厅，清朝设置的厅。其地原屬孟連、猛猛兩擺夷土司，但擺夷土司僅能控制擺夷區域，倮黑山不能治理，故設置鎮邊廳。:裸黑山旅行記28
光绪十三年（1887年）置，治所在今云南省澜沧拉祜族自治县，后移治县东北谦六。又於上、下改心各設巡檢。辖区包括今双江、澜沧、孟连、西盟四县及沧源县的一部分。民国初年，全国废府州厅改县，於1913年改鎮邊縣，因與廣西省鎮邊縣同名，1915年再改瀾滄縣。:裸黑山旅行記28